# Aukrug
 Ikke at forveksle med Naturpark Aukrug.
Aukrug er en kommune og en by i det nordlige Tyskland, beliggende i Amt Mittelholstein i den sydlige del af Kreis Rendsborg-Egernførde. Kreis Rendsborg-Egernførde ligger i den centrale del af delstaten Slesvig-Holsten.

## Geografi
Kommunen er en statsanerkendt kurby og ligger midt i den 380 km² store Naturpark Aukrug med enge og marker, hede, moser, damme og små vandløb. Ved omfattende opgravning af tørv efterfølgende produktion af tørvekul, (minder om trækul), er moseområderne i kommunen i stærk tilbagegang. Nu er kun Viertshöher Moor, en højmose i området Böken, tilbage. Gennem Aukrug løber vandløbene Bünzau og Höllenau. 351 ha af den 1000 ha store Forst Iloo ligger i kommuen.
Aukrug ligger ved Bundesstraße 430 jernbanen Neumünster–Heide, den såkaldte Westbahn.
- Udsigt fra Boxberg om sommeren …
- …og om vinteren over Naturpark Aukrug.